# Niju kun
Niju kun (二十 训) são os vinte preceitos compilados pelo sensei Gichin Funakoshi.

## História
Os mestres do caratê sempre deram muita importância ao comportamento de um carateca, haja vista que suas habilidades trariam também grande responsabilidade pelo uso das mesmas. O mestre Funakoshi, também preocupado com esse aspecto, a exemplo de outros grandes mestres, compôs um código ético próprio, composto de vinte frases pequenas e curtas, mas com grande significado.

## Texto
一、空手は礼に初まり礼に終ることを忘るな 。
karate wa rei ni hajimari rei ni owaru koto o wasuru na
1. Não se esqueça que o caratê deve iniciar com saudação e terminar com saudação.
二、空手に先手無し 。
karate ni sente nashi
2. No caratê não existe atitude impulsiva.
三、空手は義の補け。
karate wa gi no tasuke
3. O caratê é um apoio da justiça.
四、先づ自己を知れ而して他を知れ。
mazu jiko o shire shikoshite hoka o shire
4. Conheça a si próprio antes de julgar os outros.
五、技術より心術。
gijutsu yori shinjutsu
5. O espírito precede a técnica.
六、心は放たん事を要す。
kokoro wa hanatan koto o yōsu
6. Evitar o descontrole do equilíbrio mental.
七、禍は懈怠に生ず。
wazawai wa ketai ni shōzu
7. Os infortúnios são causados pela negligência.
八、道場のみの空手と思うな。
dōjō nomi no karate to omou na
8. O caratê não se limita apenas à academia.
九、空手の修行は一生である。
karate no shūgyō wa isshō dearu
9. O aprendizado do caratê deve ser perseguido durante toda a vida.
十、凡ゆるものを空手化せ其処に妙味あり。
arayuru mono o karate kase soko ni myōmi ari
10. O caratê dará frutos quando associado à vida cotidiana.
十一、空手は湯の如く絶えず熱を与えざれば元の水に返る。
karate wa yu no gotoku taezu netsu o ataezareba moto no mizu ni kaeru
11. O carate é como água quente. Se não receber calor constantemente, esfria.
十二、勝つ考えは持つな、負けぬ考えは必要。
katsu kangae wa motsu na, makenu kangae wa hitsuyō
12. Não pense em vencer, pense em não ser vencido.
十三、敵に因って転化せよ。
teki ni yotte tenka seyo
13. Mude de atitude conforme o adversário.
十四、戦は虚実の操縦如何にあり。
ikusa wa kyojitsu no sōjū ikan ni ari
14. A luta depende de como se usam os pontos fracos e fortes.
十五、人の手足を劔と思え。
hito no teashi o ken to omoe
15. Imagine que os membros de seus adversários são como espadas.
十六、男子門を出づれば百万の敵あり。
danshi mon o izureba hyakuman no teki ari
16. Para cada homem que sai do seu portão, existem milhões de adversários.
十七、構えは初心者に、あとは自然体。
kamae wa shoshinsha ni, ato wa shizentai
17. No início, os movimentos são artificiais, mas com a evolução tornam-se naturais.
十八、型は正しく、実戦は別もの。
kata wa tadashiku, jissen wa betsu mono
18. O treino das técnicas deve ser de acordo com o movimento correto, mas na aplicação torna-se diferente.
十九、力の強弱、体の伸縮、技の緩急を忘るな。
chikara no kyōjaku, karada no shinshuku, waza no kankyū o wasuru na
19. Não se esqueça de aplicar corretamente: (1) alta e baixa intensidade de força; (2) expansão e contração corporal; (3) técnicas lentas e rápidas.
二十、常に思念工夫せよ。
tsune ni shinen kufū seyo
20. Estudar, praticar e aperfeiçoar-se sempre.